# Johann Bernhard Schmelzer

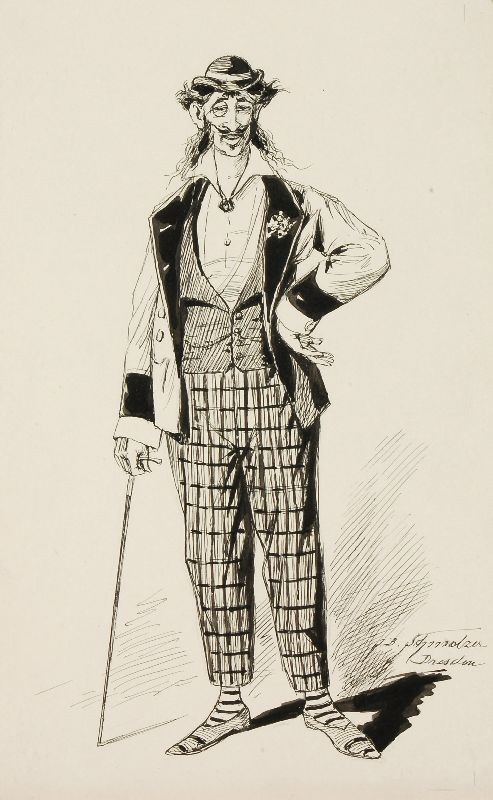
Der alte Geck

Johann Bernhard Schmelzer (* 1833 in Annaberg; † 10. September 1909 in Dresden) war ein deutscher Genremaler, Karikaturist und Zeichner sowie Illustrator von Kinderbüchern.
Johann Bernhard Schmelzer studierte bei Julius Hübner an der Königlich Sächsischen Kunstgewerbeschule Dresden.
Danach war er in Dresden als Karikaturist und Buchillustrator tätig. Seine Werke erschienen seit 1859 in der Gartenlaube, in den 1890er Jahren aber auch im Wahren Jacob.
Er starb 1909 ledig im Stadtkrankenhaus Dresden-Johannstadt.